# Bradikininski receptor B2
Bradikininski receptor 2 je G-protein spregnuti receptor bradikinina. Njega kodira BDKRB2 gen kod čoveka.

## Mehanizam
2 receptor je G protein-spregnuti receptor. Pretpostavlja se da je spregnut sa , dok .  stimuliše fosfolipazu C i povišava koncentraciju Intracelularnog slobodnog kalcijuma i  inhibira adenilat ciklazu. Pored toga, receptor stimuliše puteve mitogenom-aktiviranih proteinskih kinaza. On je široko rasprostranjen i konstitutivno izražen u zdravim tkivima.
2 receptor formira kompleks sa angiotenzin konvertujućim enzimom (ACE), i stoga se smatra da učestvuje u razmeni informacija između renin-angiotenzinskog sistema (RAS) i kinin-kalikreinskog sistema (KKS). Heptapeptid angiotenzin 1-7 (A1-7) takođe pojačava dejstvo bradikinina na B2 receptore.
Kalidin takođe dejstvuje kroz B2 receptor.

## Funkcija
Bradikinin je peptid sa 9 aminokiselina koji proizvodi mnogobrojne response kao što su vazodilatacija, edemi i spazam glatkih mišića.

## Literatura
1. ↑  Fernandes L, Fortes ZB, Nigro D, Tostes RC, Santos RA, Catelli De Carvalho MH (2001). „Potentiation of bradykinin by angiotensin-(1-7) on arterioles of spontaneously hypertensive rats studied in vivo”. Hypertension. 37 (2 Part 2): 703—9. PMID 11230360. Архивирано из оригинала 28. 05. 2008. г. Приступљено 29. 01. 2011.

## Dodatna literatura
- Duchêne J; Schanstra J; Cellier E;  . (2002). „[30 years: Happy birthday, GPCR. The bradykinin B2 receptor: an alternative and antiproliferative pathway]”. Néphrologie. 23 (1): 39—41. PMID 11908480.
- Ariza AC, Bobadilla NA, Halhali A (2007). „[Endothelin 1 and angiotensin II in preeeclampsia]”. Rev. Invest. Clin. 59 (1): 48—56. PMID 17569300.
- Hess JF; Borkowski JA; Young GS;  . (1992). „Cloning and pharmacological characterization of a human bradykinin (BK-2) receptor.”. Biochem. Biophys. Res. Commun. 184 (1): 260—8. PMID 1314587. doi:10.1016/0006-291X(92)91187-U.
- Eggerickx D; Raspe E; Bertrand D;  . (1992). „Molecular cloning, functional expression and pharmacological characterization of a human bradykinin B2 receptor gene.”. Biochem. Biophys. Res. Commun. 187 (3): 1306—13. PMID 1329734. doi:10.1016/0006-291X(92)90445-Q.
- Kammerer S, Braun A, Arnold N, Roscher AA (1995). „The human bradykinin B2 receptor gene: full length cDNA, genomic organization and identification of the regulatory region.”. Biochem. Biophys. Res. Commun. 211 (1): 226—33. PMID 7779089. doi:10.1006/bbrc.1995.1800.
- Braun A; Kammerer S; Böhme E;  . (1995). „Identification of polymorphic sites of the human bradykinin B2 receptor gene.”. Biochem. Biophys. Res. Commun. 211 (1): 234—40. PMID 7779090. doi:10.1006/bbrc.1995.1801.
- Ma JX; Wang DZ; Ward DC;  . (1995). „Structure and chromosomal localization of the gene (BDKRB2) encoding human bradykinin B2 receptor.”. Genomics. 23 (2): 362—9. PMID 7835885. doi:10.1006/geno.1994.1512.
- Powell SJ; Slynn G; Thomas C;  . (1993). „Human bradykinin B2 receptor: nucleotide sequence analysis and assignment to chromosome 14.”. Genomics. 15 (2): 435—8. PMID 7916737. doi:10.1006/geno.1993.1084.
- Menke JG; Borkowski JA; Bierilo KK;  . (1994). „Expression cloning of a human B1 bradykinin receptor.”. J. Biol. Chem. 269 (34): 21583—6. PMID 8063797.
- Hess JF; Borkowski JA; Macneil T;  . (1994). „Differential pharmacology of cloned human and mouse B2 bradykinin receptors.”. Mol. Pharmacol. 45 (1): 1—8. PMID 8302267.
- McIntyre P; Phillips E; Skidmore E;  . (1993). „Cloned murine bradykinin receptor exhibits a mixed B1 and B2 pharmacological selectivity.”. Mol. Pharmacol. 44 (2): 346—55. PMID 8394991.
- AbdAlla S; Godovac-Zimmermann J; Braun A;  . (1996). „Structure of the bradykinin B2 receptors' amino terminus.”. Biochemistry. 35 (23): 7514—9. PMID 8652530. doi:10.1021/bi9601060.
- Isami S; Kishikawa H; Araki E;  . (1996). „Bradykinin enhances GLUT4 translocation through the increase of insulin receptor tyrosine kinase in primary adipocytes: evidence that bradykinin stimulates the insulin signalling pathway.”. Diabetologia. 39 (4): 412—20. PMID 8777990. doi:10.1007/BF00400672.
- Dalemar LR, Ivy Jong YJ, Wilhelm B, Baenziger NL (1996). „Protein kinases A and C rapidly modulate expression of human lung fibroblast B2 bradykinin receptor affinity forms.”. Eur. J. Cell Biol. 69 (3): 236—44. PMID 8900488.
- Soskic V; Nyakatura E; Roos M;  . (1999). „Correlations in palmitoylation and multiple phosphorylation of rat bradykinin B2 receptor in Chinese hamster ovary cells.”. J. Biol. Chem. 274 (13): 8539—45. PMID 10085087. doi:10.1074/jbc.274.13.8539.
- Cassano G, Susca F, Lippe C, Guanti G (1999). „Two B1 and B2 bradykinin receptor antagonists fail to inhibit the Ca2+ response elicited by bradykinin in human skin fibroblasts.”. Gen. Pharmacol. 32 (2): 239—44. PMID 10188626. doi:10.1016/S0306-3623(98)00275-4.
- Efremov R; Truong MJ; Darcissac EC;  . (1999). „Human chemokine receptors CCR5, CCR3 and CCR2B share common polarity motif in the first extracellular loop with other human G-protein coupled receptors implications for HIV-1 coreceptor function.”. Eur. J. Biochem. 263 (3): 746—56. PMID 10469138. doi:10.1046/j.1432-1327.1999.00553.x.
- Marrero MB; Venema VJ; Ju H;  . (1999). „Endothelial nitric oxide synthase interactions with G-protein-coupled receptors.”. Biochem. J. 343 Pt 2: 335—40. PMC 1220558 . PMID 10510297. doi:10.1042/0264-6021:3430335.
- Reyes-Cruz G, Vázquez-Prado J, Müller-Esterl W, Vaca L (2000). „Regulation of the human bradykinin B2 receptor expressed in sf21 insect cells: a possible role for tyrosine kinases.”. J. Cell. Biochem. 76 (4): 658—73. PMID 10653985. doi:10.1002/(SICI)1097-4644(20000315)76:4<658::AID-JCB14>3.0.CO;2-7.
- Golser R; Gorren AC; Leber A;  . (2000). „Interaction of endothelial and neuronal nitric-oxide synthases with the bradykinin B2 receptor. Binding of an inhibitory peptide to the oxygenase domain blocks uncoupled NADPH oxidation.”. J. Biol. Chem. 275 (8): 5291—6. PMID 10681501. doi:10.1074/jbc.275.8.5291.